# Camponotus thraso
Camponotus thraso är en myrart som beskrevs av Auguste-Henri Forel 1893. Camponotus thraso ingår i släktet hästmyror, och familjen myror.

## Underarter
Arten delas in i följande underarter:
- C. t. agricola
- C. t. assabensis
- C. t. diogenes
- C. t. montinanus
- C. t. nefasitensis
- C. t. negus
- C. t. thraso